# Mauerturm am Oberanger

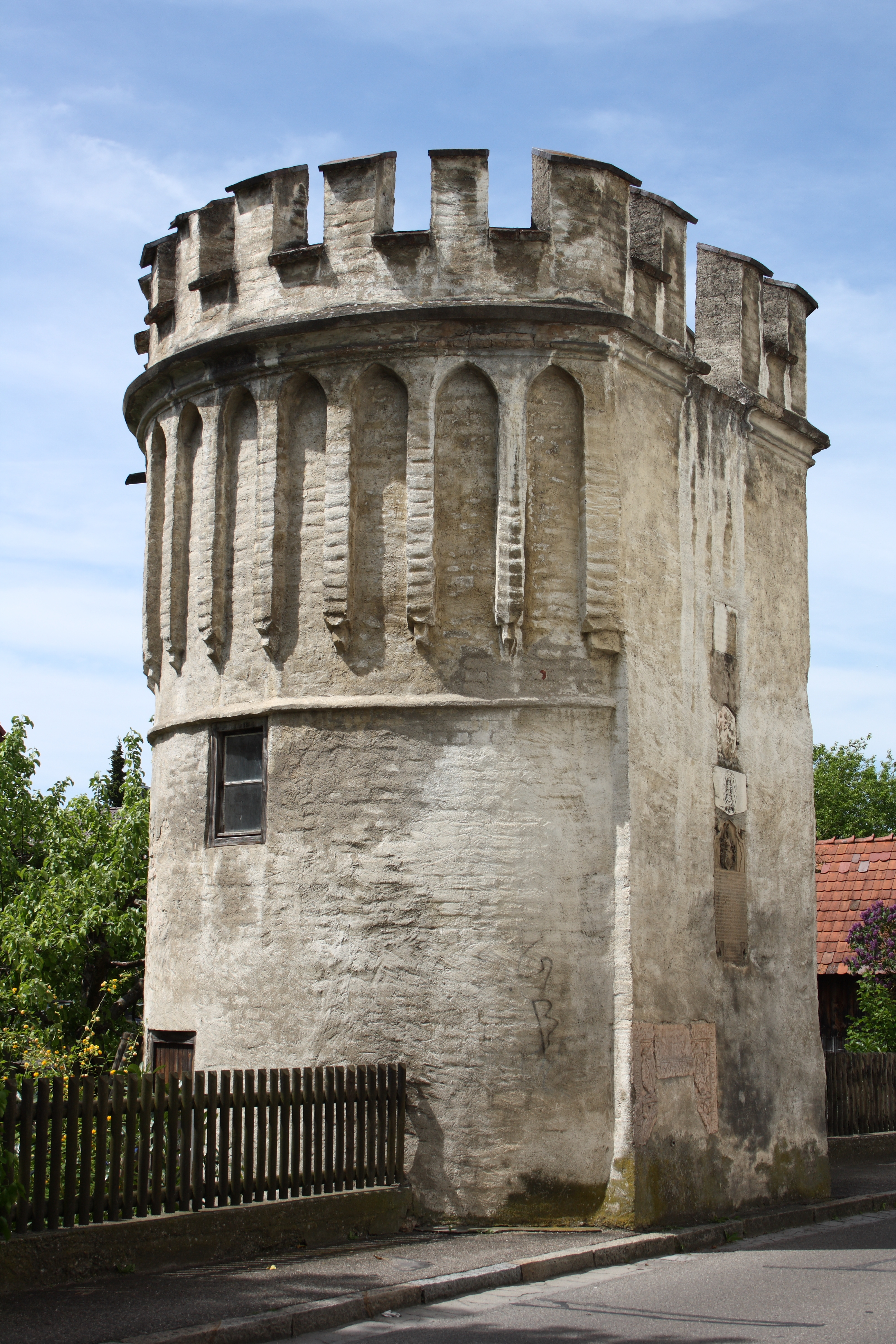
Mauerturm am Oberanger

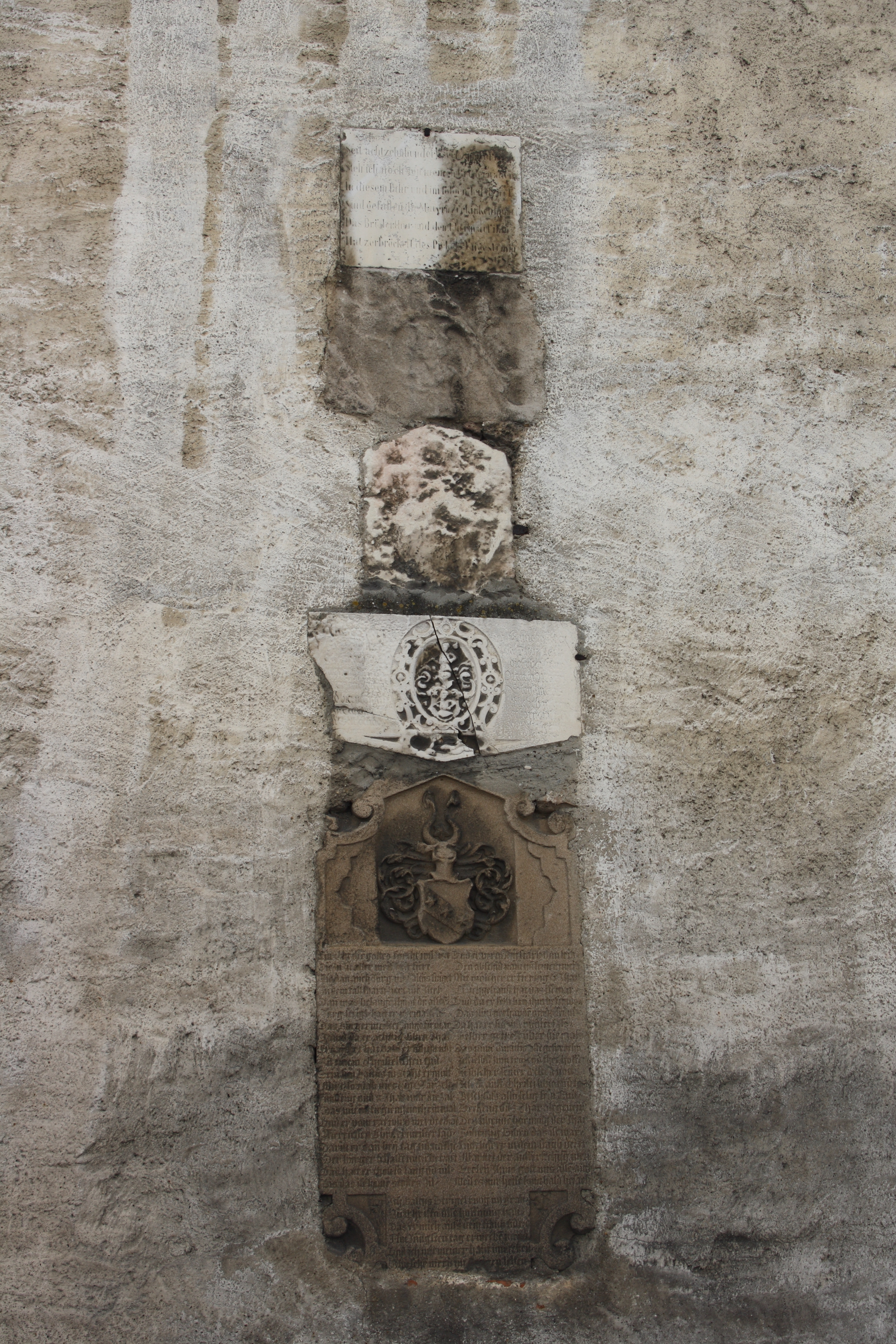
Grabplatten

Der Mauerturm am Oberanger in Lauingen, einer Stadt im schwäbischen Landkreis Dillingen an der Donau, war ein Teil der ehemaligen Stadtbefestigung. Der Mauerturm hinter der Stadtpfarrkirche St. Martin, nach dem Haus Oberanger 1, ist ein geschütztes Baudenkmal.

## Beschreibung
Der Grundriss des Mauerturms besteht aus einem Dreiviertelkreis. Die Seite, an der die Stadtmauer ursprünglich ansetzte, ist abgeflacht. Der dreigeschossige Ziegelbau, mit einer Geschosstrennung in Form eines schmalen Gesimsbandes über dem zweiten Geschoss, besitzt heute in den Untergeschossen einfache Rechtecköffnungen an der Stelle, wo sich ursprünglich Schießscharten befanden. Das oberste Geschoss wird durch einen Fries aus Spitzbogenblenden zwischen schmalen Lisenen auf Konsolen gegliedert. Das Traufgesims und der Zinnenkranz wurden in der zweiten Hälfte des 19. Jahrhunderts im Stil der Neugotik hinzugefügt.

## Grabsteine

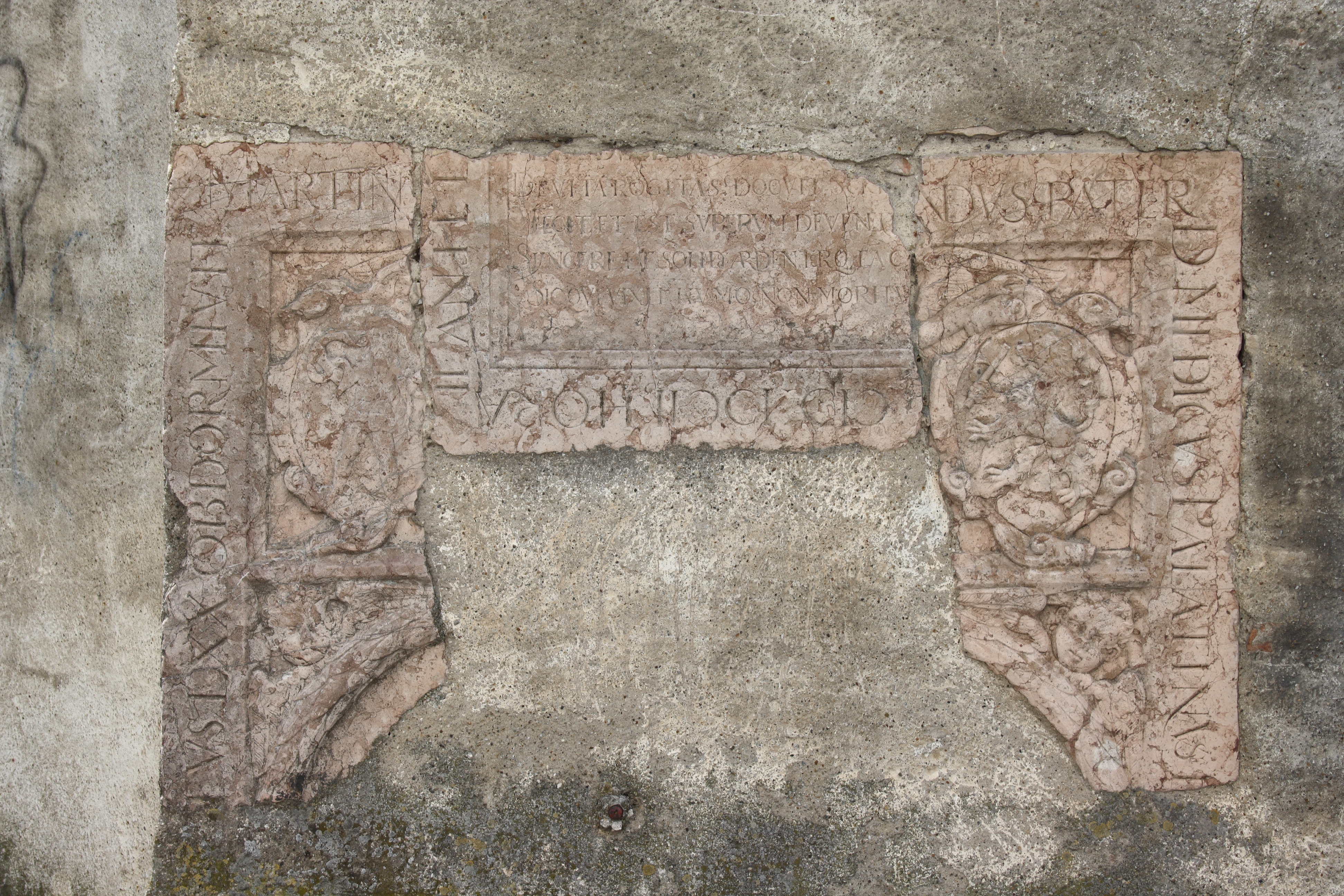
Fragment der Grabplatte für Martin Ruland

Aus dem aufgelassenen Friedhof der Stadtpfarrkirche wurden in den Turm Grabplatten eingefügt. Vom mehrfach gebrochenen Fragment der Grabplatte für Martin Ruland (1532–1602), pfalzgräflicher Rat und Stadtphysicus von Lauingen, sind noch Teile der Inschrift lesbar. Besser erhalten ist ein anderer Grabstein mit Wappen.